# 莱茵河畔诺伊恩堡
莱茵河畔诺伊恩堡（德語：Neuenburg am Rhein，發音：[ˈnɔʏənˌbʊʁk ʔam ˈʁaɪn]）是德国巴登-符腾堡州弗赖堡行政区布赖斯高-上黑林山县的城市，面积44.1平方千米，2023年12月31日人口为12,520人。